# White Zinfandel

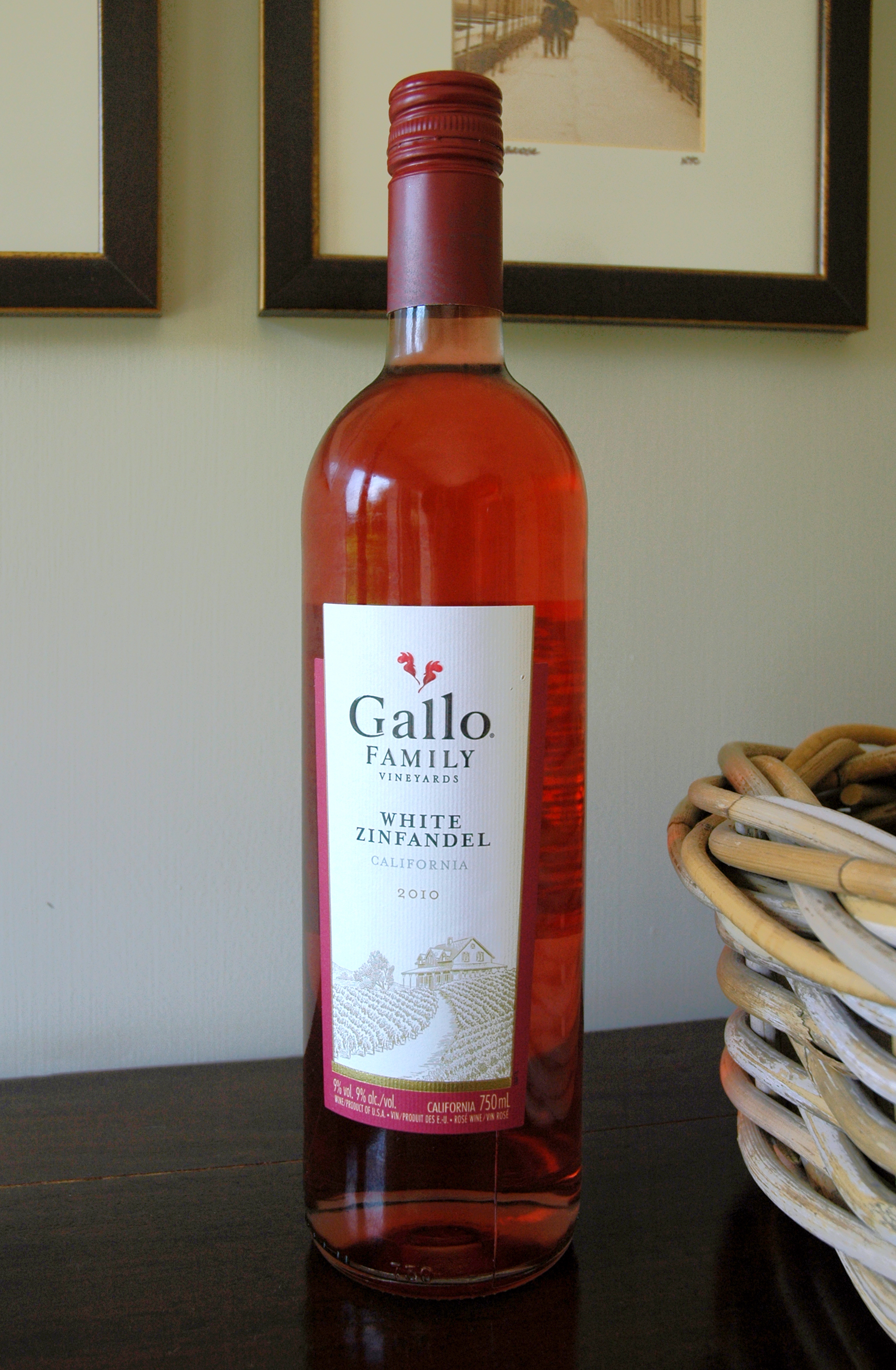
Een fles White Zinfandel van het merk Gallo Family Vineyards

White Zinfandel is een droge tot zoete, rozekleurige roséwijn. White Zinfandel wordt gemaakt van de blauwe zinfandeldruif, die vaak gebruikt wordt in sterke, kruidige rode wijn. White Zinfandel is geen druivensoort, maar een methode om zinfandeldruiven te verwerken.
White Zinfandel, vaak verkort tot White Zin, werd in de jaren 1970 door Bob Trinchero van het Californische wijnhuis Sutter Home Winery uitgevonden. De wijn bracht het wijnhuis nationale bekendheid. White Zinfandel is sindsdien een populaire tafelwijn in de Verenigde Staten. In 2006 was White Zinfandel goed voor 10% van het totale volume verkochte wijn in de Verenigde Staten, waarmee het de op twee na populairste wijnsoort is. 
De wijn is meestal zacht en zoet en bevat weinig alcohol, waardoor het een geschikte keuze is voor onervaren wijndrinkers. White Zinfandel heeft de naam een ongesofisticeerde wijn te zijn. Desalniettemin heeft men de huidige populariteit van wijn in de Verenigde Staten – ook fijne, exclusievere wijnen – grotendeels aan Sutter Home en de White Zinfandel te danken. Door de populariteit van White Zinfandel zijn ook de rode zinfandelwijnen van Californië bekender en populairder geworden.
Wanneer White Zinfandel op de Europese markten wordt aangeboden, is dat meestal onder de noemer zinfandel rosé.